# Instytut Geofizyki Wydziału Fizyki Uniwersytetu Warszawskiego

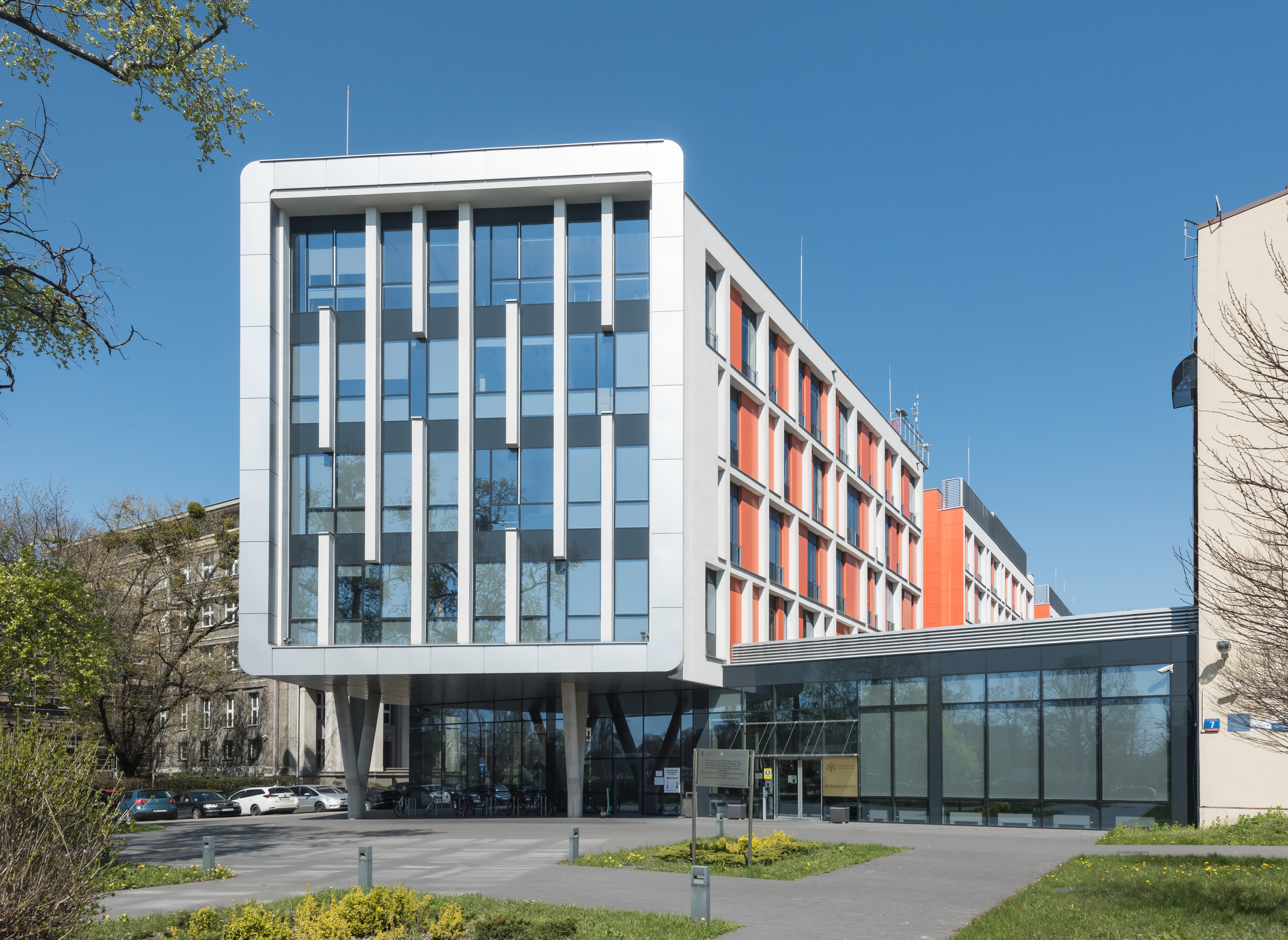
Siedziba Instytutu Geofizyki przy ul. Pasteura 5

Instytut Geofizyki (IGF) – jeden z trzech instytutów Wydziału Fizyki Uniwersytetu Warszawskiego obok Instytutu Fizyki Doświadczalnej i Instytutu Fizyki Teoretycznej. Dyrektorem Instytutu jest prof. dr hab. Szymon Malinowski, a jego zastępcą dr hab. Rafał Kotyński, prof. UW. Siedziba instytutu znajduje się na Kampusie Ochota.

## Struktura
Instytut Geofizyki składa się z trzech zakładów:
- Zakładu Fizyki Atmosfery,
- Zakładu Fotoniki,
- Zakładu Optyki Informacyjnej

## Kadra
W Instytucie Geofizyki pracuje (stan na grudzień 2021):
- 9 profesorów (w tym była Rektor UW, prof. dr hab. Katarzyna Chałasińska-Macukow),
- 9 doktorów habilitowanych,
- 21 doktorów.

## Laboratorium Transferu Radiacyjnego

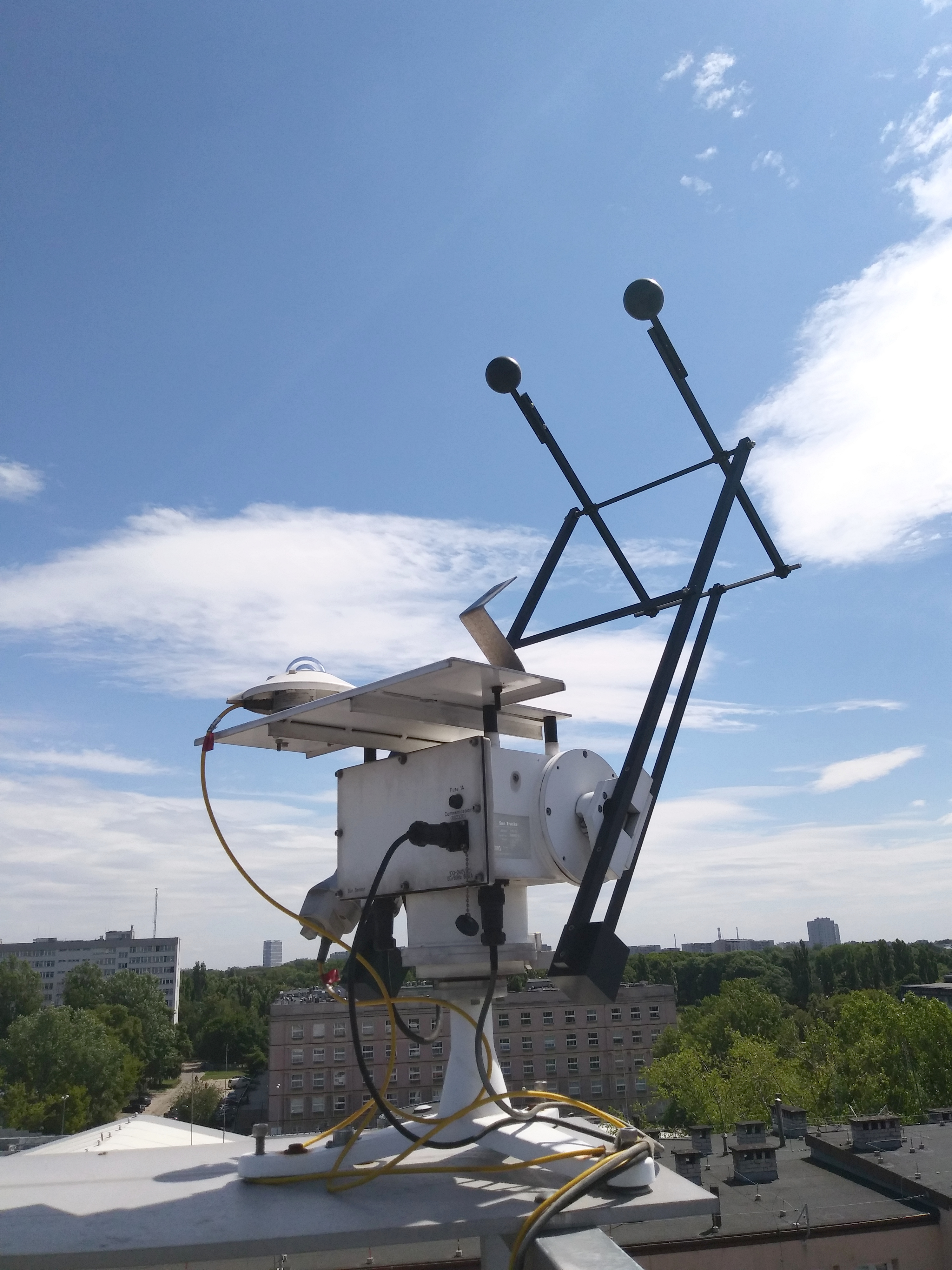
Sun tracker z pyranometrem w Laboratorium Transferu Radiacyjnego

Laboratorium Transferu Radiacyjnego zostało utworzone w 2005 roku. W skład niego wchodzi platforma pomiarowa na dachu budynku Wydziały Fizyki przy ul. Pasteura 5 oraz pomieszczenia laboratoryjne. Pomiary prowadzone w Laboratorium ukierunkowane są na obserwacje własności optycznych aerozoli atmosferycznych oraz bilansu radiacyjnego na powierzchni ziemi. Prowadzone są przy użyciu technik teledetekcyjnych oraz metod in situ.
W 2005 roku przeprowadzono w Laboratorium Transferu Radiacyjnego międzynarodową kampanię pomiarową SAWA (SAharan dust over WArsaw), której celem było badanie własności optycznych niesferycznych aerozoli pochodzenia pustynnego.

## Laboratorium Pomiarów Zdalnych (RS-Lab)

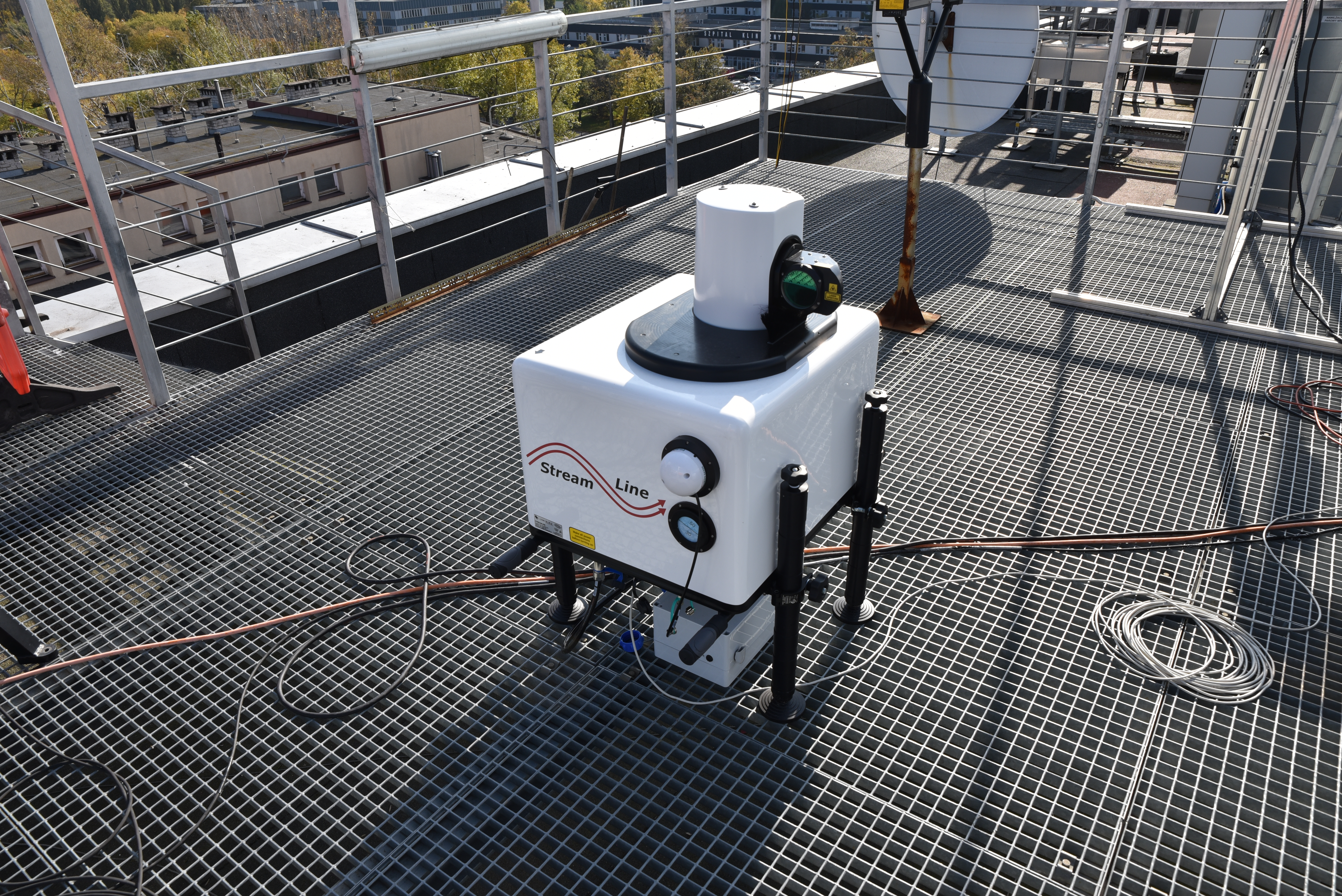
Doppler Lidar w Laboratorium Pomiarów Zdalnych

Laboratorium Pomiarów Zdalnych zostało utworzone w 2013 roku w celu wykonywania pomiarów zdalnych właściwości optycznych i mikrofizycznych aerozoli atmosferycznych i chmur. Głównym celem badań RS-Lab jest ocena właściwości aerozoli w troposferze i dolnej stratosferze aglomeracji warszawskiej. Oprzyrządowanie RS-Lab wspiera kampanie pomiarowe w kraju i za granicą. RS-Lab współpracuje z krajowymi i międzynarodowymi instytucjami badawczymi oraz firmami prywatnymi, takimi jak:
TROPOS (Germany), INOE (Romania), NOA (Greece), University of Granada (Spain), LMU-MIM (Germany), LATMOS (France), University of Potsdam (Germany), AWI (Germany), FTMC (Lithuania), LOA (France), AGH (Poland), PULS (Poland), UŚ (Poland), Raymetrics S.A. (Greece), Licel GmbH (Germany), InnoLas (Germany).

## Dydaktyka
Specjalność Geofizyka obejmuje nauczanie fizyki atmosfery, fizyki Ziemi i planet oraz fizyki środowiska w zakresie: umiejętności modelowania numerycznego procesów atmosferycznych (z zastosowaniami w numerycznej prognozie pogody i projekcjach zmian klimatu), interpretacji i przetwarzania danych satelitarnych, lidarowych, radarowych oraz korzystania z międzynarodowych baz danych i specjalistycznego oprogramowania używanego do analizy i przetwarzania danych meteorologicznych oraz klimatycznych. Instytut Geofizyki jako jedyna tego typu jednostka dydaktyczna w Polsce oferuje unikatowy program studiów magisterskich spełniający zalecenia Światowej Organizacji Meteorologicznej (WMO).
W ramach specjalności Fotonika Instytut kształci fizyków w dziedzinie optyki kryształów fotonicznych, optyki dyfrakcyjnej i plazmoniki z wykorzystaniem aparatu matematycznego i metodyki optyki informacyjnej. Specjalność ma charakter stosowany i obejmuje wiedzę potrzebną do rozumienia działania, umiejętności wykorzystania, a także do projektowania i modelowania układów fotonicznych. Absolwenci specjalności Fotonika są przygotowani do pracy w jednostkach naukowo-badawczych ośrodków przemysłowych związanych z optyką, fotoniką, telekomunikacją lub naukami materiałowymi (nanomateriały).
Europejskie Studia Optyki Okularowej i Optometrii (ESOOiO) to czteroletnie studia I stopnia o profilu praktycznym i jednocześnie pierwsze studia licencjackie w Polsce, zaprojektowane zgodnie ze standardami Europejskiej Rady Optometrii i Optyki (ECOO), których ukończenie prowadzi do zdobycia pełnych kwalifikacji zarówno optyka okularowego, jak i optometrysty. W programie przewidziane są trzy miesięczne praktyki zawodowe, a zajęcia na IV roku to przede wszystkim zajęcia o charakterze klinicznym. Optometrysta jest specjalistą wykonującym zawód należący do grupy zawodów paramedycznych i zajmuje się przede wszystkim pomiarem i korygowaniem wad wzroku.

## Zakład Fizyki Atmosfery

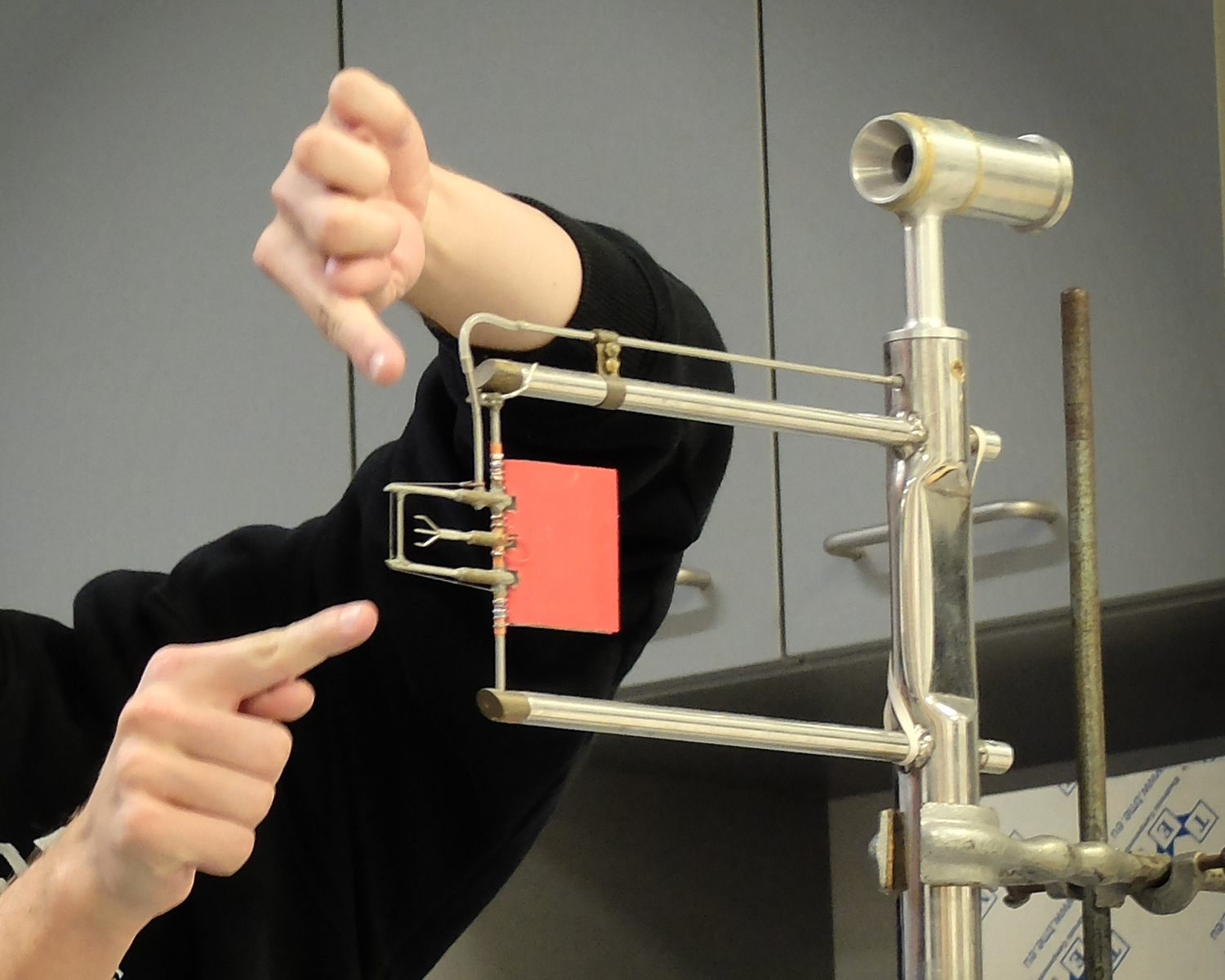
Ultraszybki termometr do pomiarów chmurowych skonstruowany w Instytucie Geofizyki WF UW

Główne kierunki działalności naukowej Zakładu Fizyki Atmosfery:
- fizyka chmur i opadów (pomiary lotnicze w chmurach, konstrukcja lotniczej aparatury pomiarowej: eksperymenty laboratoryjne i modelowanie numeryczne chmur i procesów chmurowych);
- badanie procesów radiacyjnych w atmosferze, w szczególności optycznych własności aerozolu atmosferycznego i chmur metodami zdalnymi (lidar, metody satelitarne, pomiary fotometryczne i radiometryczne) oraz modelowanie numeryczne transferu promieniowania w atmosferze;
- modelowanie przepływów, od globalnych procesów atmosferycznych po drobnoskalową turbulencję, symulacje przepływów dwufazowych i magnetohydrodynamikę;
- hydrodynamika teoretyczna: dynamika wirowości, dynamika turbulencji, procesy chaotyczne i nieliniowe.

## Zakład Fotoniki
Główne kierunki działalności naukowej Zakładu Fotoniki:
- Optyka strukturyzowana i optofluidyka  –  projektowanie, wytwarzanie (technologii) i charakteryzacja światłowodów fotonicznych, nanostrukturyzowanych oraz światłowodów z rdzeniem powietrznym i światłowodów hybrydowych (łączących funkcjonalności optyczne, obrazowodowe, elektryczne i mikrofluidyczne).
- Mikrooptyka – modelowanie, charakteryzacja i praktyczne wykorzystanie elementów optycznych w skali mikro takich jak: soczewki gradientowe (GRIN), strukturyzowane elementy optyczne oraz macierze takich elementów. Badania prowadzone są zarówno w świetle widzialnym jak i w bliskiej podczerwieni.
- Biofotonika i optyka widzenia – badania na styku nauk biologicznych i fizyko-optycznych (fotonicznych), ze szczególnym uwzględnieniem układu wzrokowego człowieka. Prowadzone projekty to m.in. charakterystyka powierzchni soczewek kontaktowych, dynamika refrakcji układu wzrokowego, autorefraktometria, aberracje soczewek okularowych, analiza statystyczna parametrów keratometrii, cechy widzenia barwnego.

## Zakład Optyki Informacyjnej
Główne kierunki działalności naukowej Zakładu Optyki Informacyjnej:
- Nanofotonika  - oddziaływanie światła z materią zdeterminowane jest przez jej skład oraz rozkład w przestrzeni; odkrywanie, jak ukształtowanie przestrzenne materii w nanometrowej skali wpływa na jej oddziaływanie ze światłem i w jaki sposób można wykorzystać te zjawiska w budowie wydajniejszych urządzeń. Nasze badania wpisują się w światowy rozwój metamateriałów i nanofotoniki funkcjonalnej.
- Obrazowanie nadrozdzielcze i obliczeniowe - metody obrazowania pośredniego, w tym detekcja jednopunktowa i teoria oszczędnego próbkowania, a także obrazowanie nadrozdzielcze z użyciem optycznych metamateriałów warstwowych.
- Materiały funkcjonalne -  nanostrukturyzowane optyczne materiały funkcjonalne to klasa materiałów, których unikalne własności optyczne wynikają z procesu nanostrukturyzacji i wykraczają poza własności materiałowe użytych komponentów.
- Plazmonika - projektowanie, modelowanie, wytwarzanie oraz charakteryzacja nonostruktur plazmonicznych, jak również rozwój nowych technik wytwarzania oraz charakteryzacji nanostruktur do zastosowań w fotonice, fotowoltaice, bioczujnikach.